# پارک اینهو

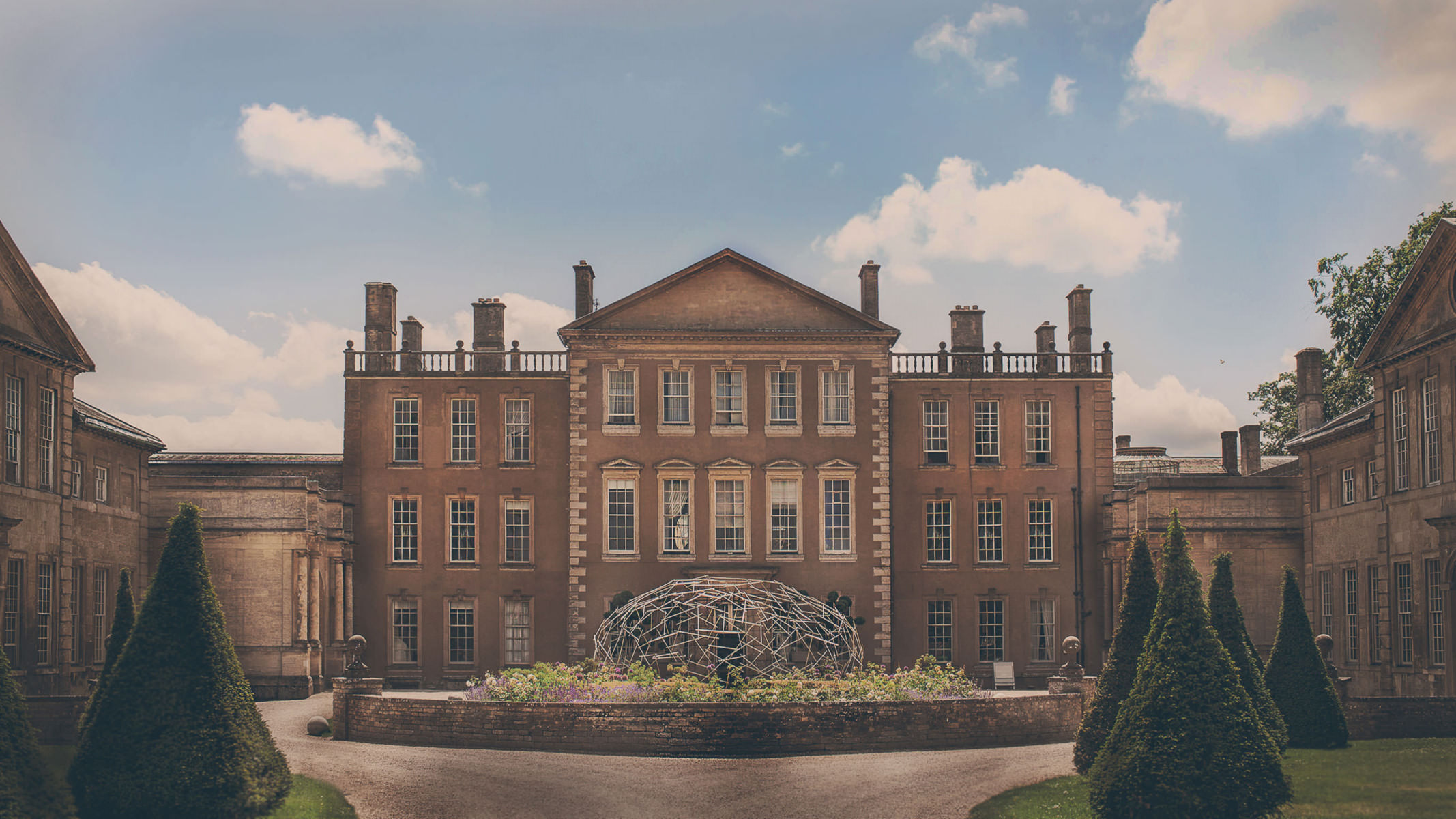
پارک اینهو

پارک اینهو (انگلیسی: Aynhoe Park) ،  یک بنای درجه  یک است که در خانه‌های ییلاقی قرن ۱۷ فهرست شده‌است که در  کناره جنوبی روستای سنگی Aynho  در نرثتامپتنشر ِ انگلستان  واقع شده و در جنگ داخلی انگلستان بازسازی شد.  این خانه مشرف به دره   چرول است که نرثتامپتنشر را از آکسفوردشایر جدا می‌کند. این خانه نشان دهنده چهار  دوره معماری: ژاکوبن، کارولین و معماری اوایل قرن هجدهم  و نوزدهم است . این خانه در مالکیت خصوصی  است و دیگر به روی عموم باز نمی‌باشد. اما می‌توان ان را  برای برخی از کارهای خصوصی اجاره نمود.